# 李东齐
李东齐（1960年—），安徽芜湖人，汉族，中华人民共和国政治人物、第十二届全国人民代表大会辽宁地区代表。
毕业于辽宁省委党校党政管理专业，加入中国共产党，担任中国中一集团总裁、沈阳北方航空扬子实业有限公司董事长兼总经理。2008年起担任全国人大代表。2013年，被选为全国人大代表。2016年因涉嫌贿选被认定当选无效。